# أندرو بوينس
أندرو بوينس (بالإنجليزية: Andrew Boyens)‏، من مواليد 18 سبتمبر 1983، لاعب كرة قدم نيوزلندي.
يلعب مع نادي نيويورك رد بولز الأمريكي.
بدأ باللعب مع منتخب نيوزلندا لكرة القدم في عام 2006.

## روابط خارجية
- أندرو بوينس على موقع الاتحاد الدولي (مؤرشف)  (الإنجليزية)
- أندرو بوينس على موقع الدوري الأمريكي (الإنجليزية)
- أندرو بوينس على موقع قاعدة بيانات كرة القدم.إي يو (الإنجليزية)
- أندرو بوينس على موقع ناشيونال فوتبول تيمز (الإنجليزية)
- أندرو بوينس على موقع Soccerway.com (الإنجليزية)
- أندرو بوينس على موقع كووورة